# Quang Trung, Quy Nhơn
Quang Trung là một phường cũ thuộc thành phố Quy Nhơn, tỉnh Bình Định, Việt Nam.
Phường Quang Trung có diện tích 7,75 km², dân số năm 1999 là 9.102 người, mật độ dân số đạt 1.174 người/km².

## Hành chính
Phường Quang Trung được chia thành 8 khu vực: 1, 2, 3, 4, 5, 6, 7, 8.
Theo Nghị quyết số 1664/NQ-UBTVQH15 năm 2025, trên cơ sở giải thể thành phố Quy Nhơn, sáp nhập tỉnh Bình Định vào tỉnh Gia Lai và thực hiện hợp nhất toàn bộ diện tích tự nhiên và dân số của các điạ phương Ngô Mây, Nguyễn Văn Cừ, Quang Trung và Ghềnh Ráng thuộc thành phố Quy Nhơn thành phường Quy Nhơn Nam.